# Dagmar Höss
Dagmar Höss (* 1969 in Wels) ist eine österreichische Künstlerin, Kuratorin und Feministin.

## Leben und Wirken
Dagmar Höss besuchte von 1983 bis 1988 die Höhere Bundeslehranstalt für Kunstgewerbe in Linz. Danach studierte sie an der Kunstuniversität Linz textiles Gestalten. Am Institut für Kulturwissenschaften in Wien belegte sie den postgradualen Lehrgang für Museums- und Ausstellungskuration. Artist-in-Residence-Programme führten sie 2002 nach Maskat im Oman, 2006 nach Budapest, 2019 nach New York und 2022 nach Bad Hall. Von 2002 bis 2014 leitete sie den Ausstellungsraum der Interessensgemeinschaft Bildende Kunst in Wien. Von 2005 bis 2020 war sie im Vorstand des Festivals der Regionen Oberösterreich. An der Kunstuniversität Linz hatte sie von 2009 bis 2010 einen Lehrauftrag in der Abteilung Raum- und Designstrategien inne.
Für die Landesgalerie Linz entwickelte Dagmar Höss gemeinsam mit Astrid Hofstetter das Ausstellungsformat Klasse Kunst, das von 2012 bis 2019 in der Landesgalerie Linz präsentiert wurde.
In ihrer künstlerischen Tätigkeit arbeitet Dagmar Höss mit Inszenierungen und Aktionen. Sie macht Siebdrucke, fertigt Collagen an, fotografiert oder stickt. Die Stickarbeiten führt sie in verschiedenen Techniken per Hand oder auch maschinell aus. Die meisten Werke fotografiert sie, bearbeitet die Bilder weiter, setzt die Aufnahmen in Beziehung zueinander und stellt so einen neuen Kontext her. Die Künstlerin widmet sich dem Spannungsfeld von Modeindustrie und Emanzipation. In ihrer Serie "It's complicated" zeigt sie Fotos von Frauen in Unterwäsche. Auf diese Bilder sind Stickrahmen mit Textenfragmenten montiert. Höss nutzt dabei das Sticken, eine traditionelle Beschäftigung von Frauen, um gegen das Patriarchat anzutreten und auf Missstände hinzuweisen. In der Serie "Body Matrix" präsentiert Höss großformatige Fotos von Körperpartien, die sie partiell mit Stickmustern überarbeitet.
Werke von Dagmar Höss befinden sich in privaten und öffentlichen Sammlungen, zum Beispiel der Artothek des Bundes, der Kunstsammlung des Landes Oberösterreich.
Dagmar Höss ist Mitglied der MAERZ (Künstlervereinigung) in Linz und der Gesellschaft bildender Künstlerinnen und Künstler Österreichs in Wien. Dagmar Höss lebt und arbeitet in Linz und Wien.

## Ausstellungen und Projekte (Auswahl)
- 2003: Peep Show, Kunstverein Maerz, Linz[6]
- 2009: One-Night-Stands, Landesgalerie Linz (Beteiligung)[7]
- 2009: In situ, Projekt im öffentlichen Raum anlässlich Linz 2009 – Kulturhauptstadt Europas[8][9]
- 2010: Retroslots, Frise Hamburg
- 2011: Greetings, Kunstaktion im öffentlichen Raum in London
- 2012–2019: Klasse Kunst, Ausstellungsgestaltung und Kuratorenschaft, Landesgalerie Linz
- 2021: critical me, PUUUL SPACE Vienna
- 2022: What the Fem?, Nordico Linz (Beteiligung)[10]
- 2022: de|re constructing female bodies, Kunstsammlung des Landes Oberösterreich, Linz
- 2022: Serie Body Matrix, Kunstmesse Parallel Vienna (Beteiligung)
- 2023: Behind the Blue, Kunstmesse Parallel Vienna (Beteiligung)[11]
- 2024: Behind the Blue, MAERZ (Künstlervereinigung), Linz[12][13]

## Publikationen (Auswahl)
Herausgeberschaft
- mit Monika Sommer, Heidemarie Uhl: In situ. Verlag Bibliothek der Provinz, Weitra 2009, ISBN 978-3-85252-899-1.
- Astrid Hofstetter: Klasse Kunst⁵. Verlag Bibliothek der Provinz, Weitra, ISBN 978-3-99028-652-4.